# 2C-T-7
2C-T-7 – organiczny związek chemiczny, psychodeliczna substancja psychoaktywna z rodziny 2C, pochodna fenyloetyloaminy. Pierwszy raz została otrzymana przez Alexandra Shulgina w roku 1986.
Efekty działania 2C-T-7 podobnie jak w przypadku wszystkich psychodelików są bardzo zróżnicowane i indywidualne. Zwykle jednak obejmują: pobudzenie, podniesienie nastroju, euforię, uczucie radości szczęścia oraz silne efekty wizualne. Zgodnie z PIHKAL dawkowanie 2C-T-7 waha się w przedziale 10–30 mg a efekty utrzymują się 8–15 godzin. Mechanizm działania 2C-T-7 opiera się na działaniu agonistycznym na receptory serotoninowe, szczególnie 5-HT2A. 2C-T-7 jest także selektywnym inhibitorem MAO-A, co czyni tę substancję dość niebezpieczną, gdyż jej wysokie dawki mogą spowalniać degradację serotoniny, co w konsekwencji może prowadzić do syndromu serotoninowego.

Przeczytaj ostrzeżenie dotyczące informacji medycznych i pokrewnych zamieszczonych w Wikipedii.